# Mainzer Weihnachtsmarkt

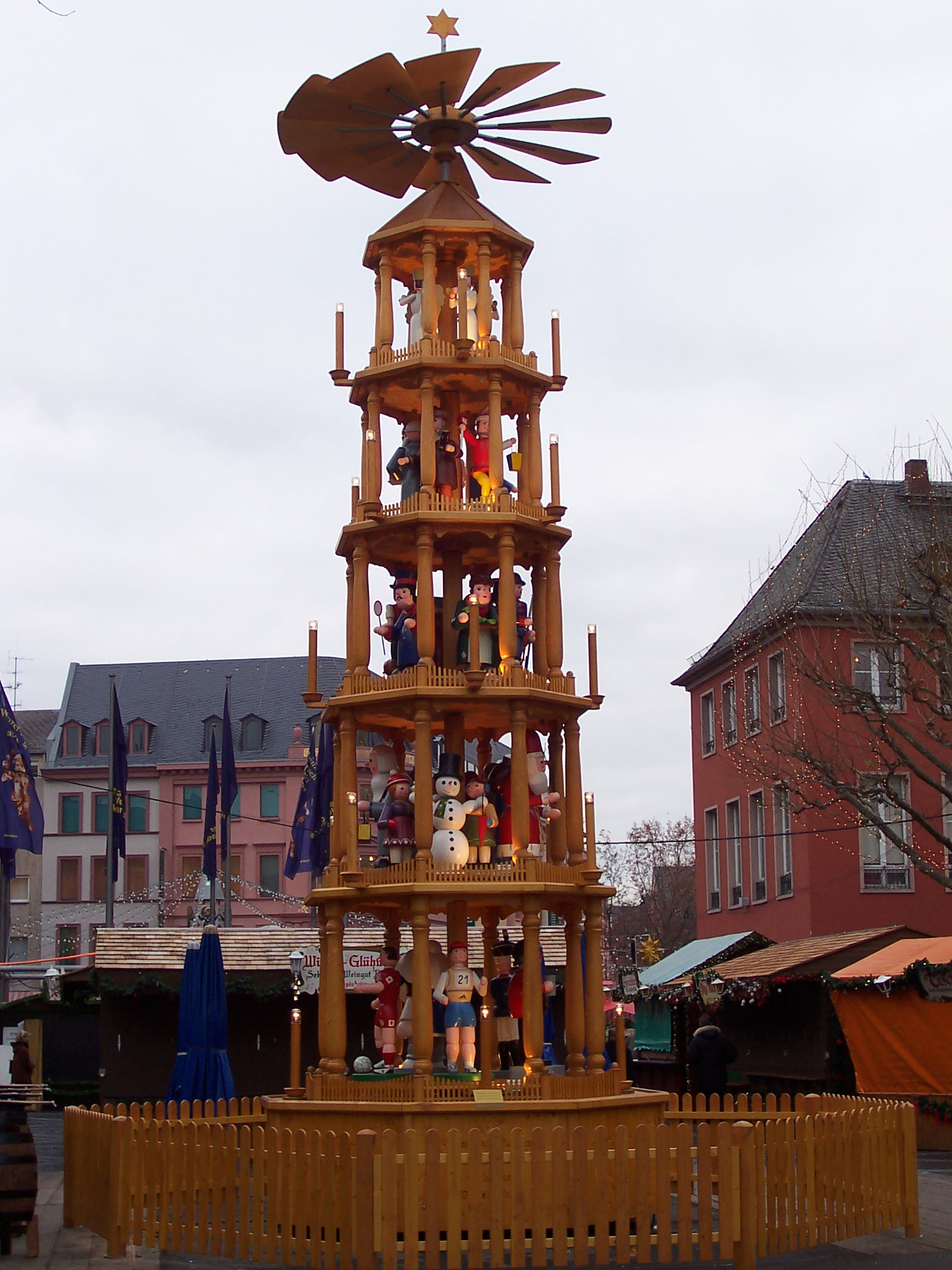
Weihnachtspyramide

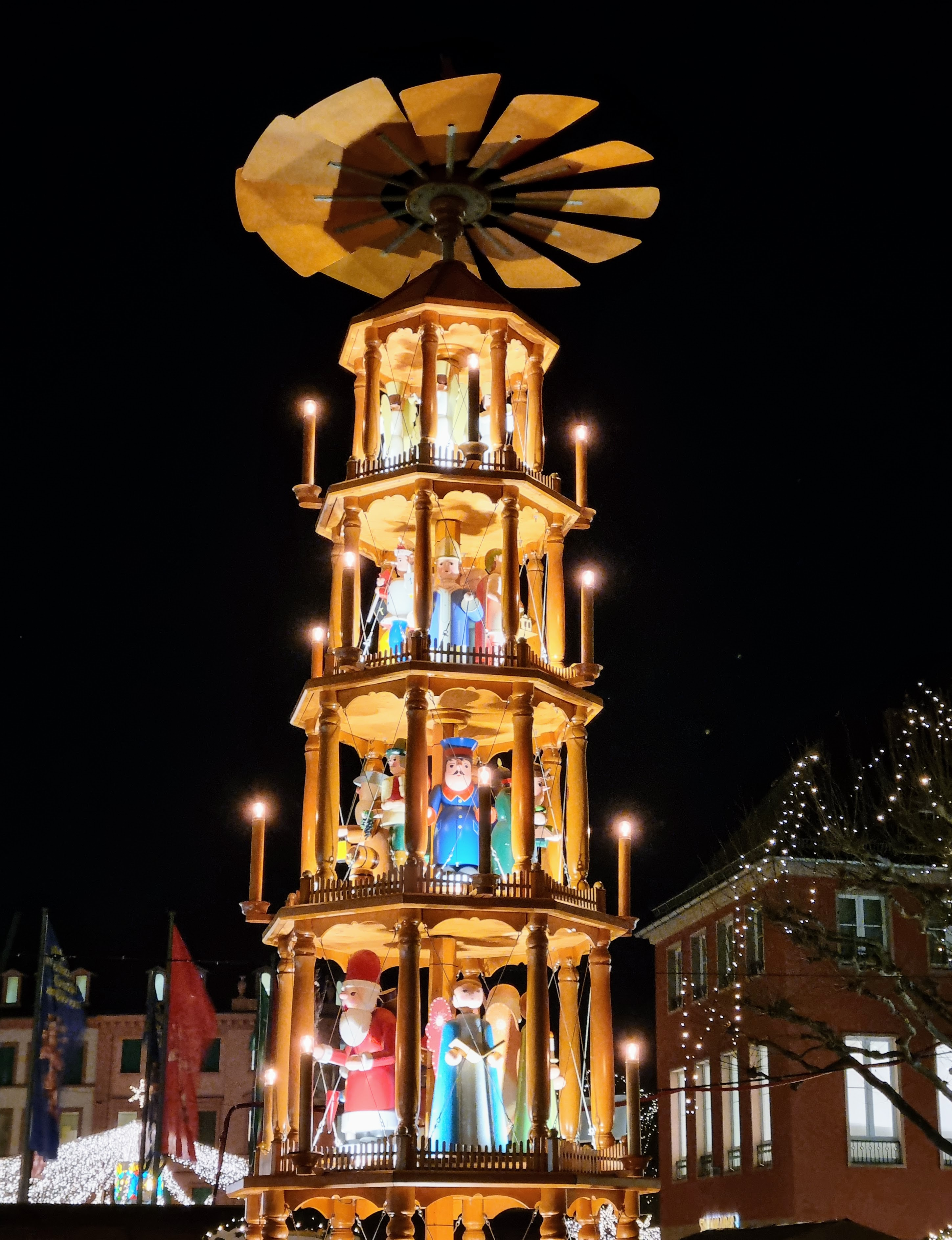
Weihnachtspyramide bei Nacht

Der Weihnachtsmarkt in Mainz, erstmals 1788 als Nikolose Markt nachgewiesen, findet von Ende November bis zum 23. Dezember auf den historischen Domplätzen rund um den Mainzer Dom statt, und zwar auf dem Markt mit der festlich geschmückten Heunensäule, dem Liebfrauenplatz sowie dem Höfchen.

## Marktaufbau
Die Heunensäule in der Mitte des Markts dient als zentraler Orientierungspunkt. Dies wird durch Lichterketten, die an der Säule zusammenlaufen, optisch unterstützt.
Am Marktbrunnen befindet sich eine riesige Nussknackerfigur sowie seit 2011 auf dem Liebfrauenplatz im ehemaligen Chor der niedergelegten Liebfrauenkirche die übergroße Nachbildung einer Spieluhr.
Um die Orientierung auf dem Weihnachtsmarkt zu erleichtern, erhalten die Gassen zwischen den Verkaufsbuden auf den drei Plätzen in dieser Zeit zusätzlich weihnachtliche Namen.

## Besonderheiten

### Adventskalender
Am Übergang vom Höfchen zum Markt befindet sich ein etwa zwei Meter hoher Adventskalender. Jeden Tag wird das entsprechende Türchen/Fenster geöffnet und dahinter erscheinen typische weihnachtliche oder Mainzer Motive.

### Bühne
Auf dem Liebfrauenplatz befindet sich eine Bühne. Auf dieser finden nachmittags Veranstaltungen für Kinder statt. Anschließend singen Chöre oder es spielen Musikvereine.

### Weihnachtskrippe
Auf dem Markt befindet sich hinter dem Bonifatiusdenkmal beziehungsweise vor der St. Gotthard-Kapelle des Mainzer Domes die Weihnachtskrippe sowie davor eine Bühne. Die Krippe mit ihren lebensgroßen Lindenholzfiguren ist eine der größten ihrer Art in Europa. Die Figuren wurden von dem Holzbildhauer und Künstler Sepp Erhard aus Unterammergau in Handarbeit geschnitzt und bemalt. Josef, Maria und das Jesuskind waren ab 1981 die ersten Figuren im Krippenensemble. Auftrag und Finanzierung übernahm der Schaustellerverband Rheinhessen e. V. – Sitz Mainz, dessen Mitglieder auch jährlich die Krippe auf- und abbauen. Bis 1988 wurde die ursprüngliche Gruppe um die Heiligen Drei Könige, Hirten, einen Engel und Tiere erweitert.

### Weihnachtspyramide
Am Höfchen befindet sich die elf Meter hohe Weihnachtspyramide, die seit 2002 mit finanzieller Unterstützung der Weihnachtsmarktbeschicker von einem Erzgebirgischen Holzkunstunternehmen hergestellt wurde. Die Weihnachtspyramide hat fünf Ebenen. Neben den klassischen Figuren einer Weihnachtspyramide befinden sich auch ganz typische Mainzer Figuren darauf, dazu zählen auf der ersten Ebene: Der Schoppestecher, ein Fußballer von Mainz 05, Det von den Mainzelmännchen, ein Karnevalist, sowie ein Läufer des Gutenberg-Marathons.
Auf der zweiten, dritten und fünften Ebene befinden sich winterliche und weihnachtliche Figuren wie beispielsweise zwei Kinder, die einen Schneemann bauen, oder der Weihnachtsmann mit einem Sack auf dem Rücken.
Die vierte Ebene beinhaltet wieder Mainzer Figuren:
- Den Erfinder des Buchdrucks Johannes Gutenberg mit der Gutenberg-Bibel in der Hand
- Stadtbaumeister Eduard Kreyßig mit einem Model der Christuskirche in der Hand.
- Den Bajazz mit der Laterne (Bajazzo und Mainzer Fastnacht)
- Bischof (Bistum Mainz)
- Die römische Stadtgöttin Moguntia (Mogontiacum)

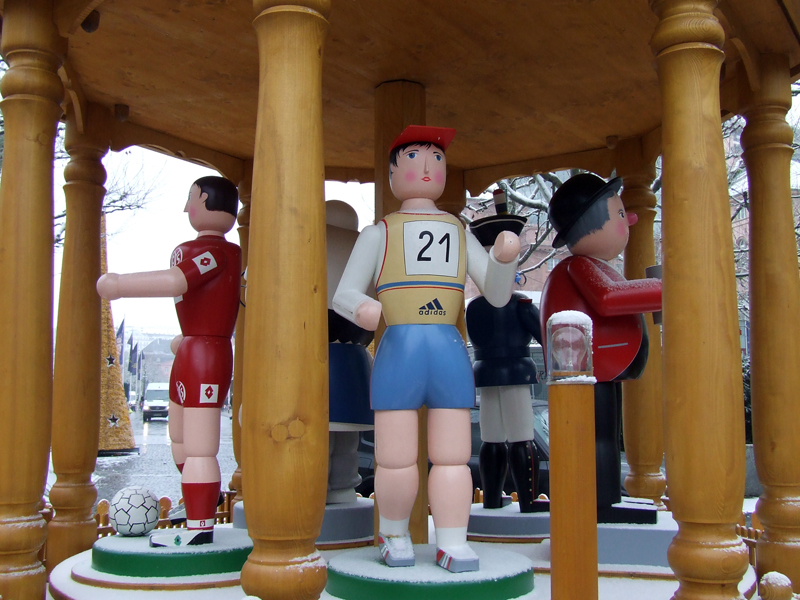
Läufer des Gutenberg-Marathons
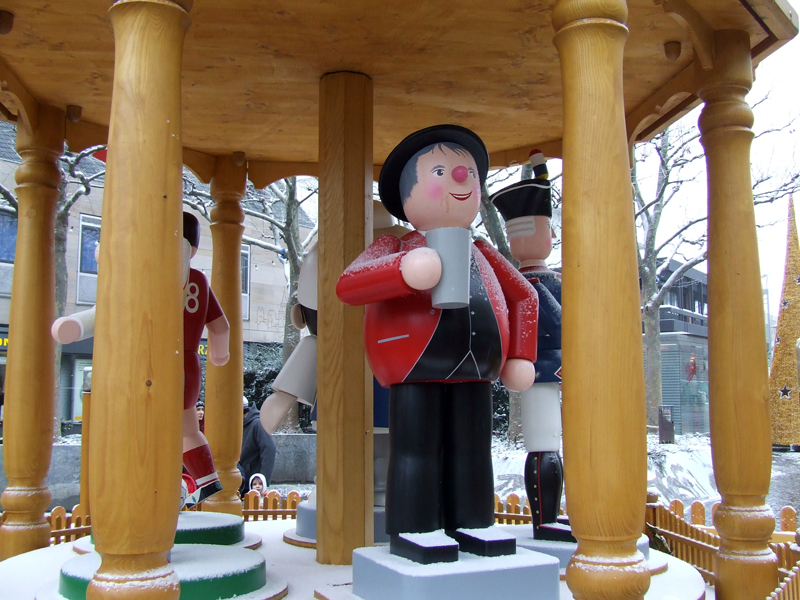
Schoppenstecher
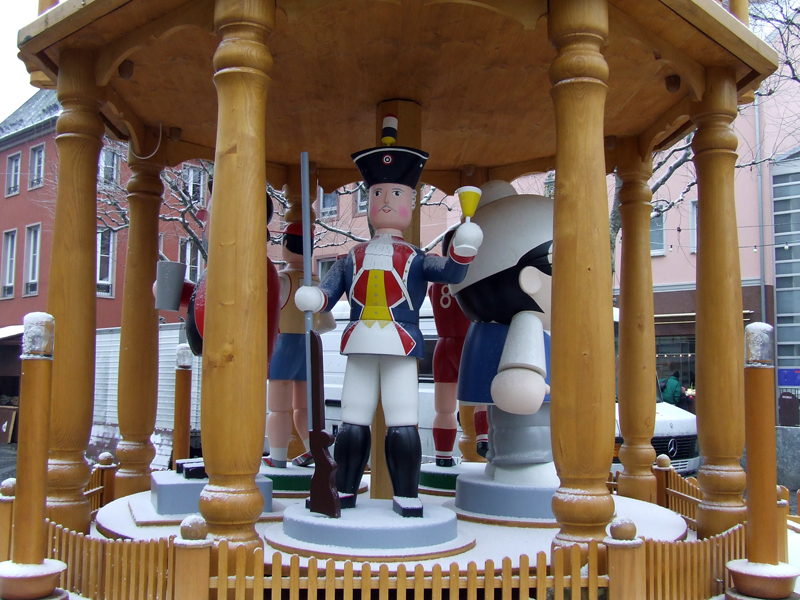
Ranzengardist

2009 verschwand die Fußballerfigur in der Nacht des Derbyspiels zwischen Mainz 05 und Eintracht Frankfurt. Fast ein Jahr später wurde die zerstückelte Figur in einem Paket an die Geschäftsstelle von Mainz 05 abgegeben. Zwischenzeitlich war aber eine neue Figur im Erzgebirge in Auftrag gegeben worden und in Mainz montiert. Die obere Hälfte der zerstückelten Figur zierte nach der Rückgabe das Büro der für Marktwesen zuständigen Amtsleiterin der Mainzer Stadtverwaltung.

### Weihnachtstaler
Die Stadt gibt in manchen Jahren, zusammen mit der Allgemeinen Zeitung, Sparkasse Mainz, Mainzer Volksbank und EuroMint einen Weihnachtstaler in zwei verschiedenen Prägungen (Silber und Gold) heraus. Im Verkaufspreis ist eine Spende enthalten.
Motive:
- 2013: Abbildung der Korbgassenmadonna / Weihnachtsmarkt mit Heunensäule und Dom[2]

### Auszeichnungen
In einer Studie der Fachhochschule Südwestfalen von 2012, in der gefragt wurde „Wer hat den attraktivsten Weihnachtsmarkt?“, empfanden die Besucher die Weihnachtsmärkte in Wiesbaden, Karlsruhe und Mainz, als besonders weihnachtlich.
Im Dezember 2013 ehrte die Stadt Mainz 20 Weihnachtsmarkt-Schausteller für 20-jährige Treue mit der Plakette: „Mainzer Weihnachtsmarkt – Traditionsbetrieb“. Zwei Beschicker sind sogar seit der Neuauflage des Weihnachtsmarktes 1974 dabei.

### Ausschreibung 2014
Nach der Weihnachtsmarktsaison 2013 liefen viele Verträge mit den bisherigen Standbetreibern aus, und die Stadtverwaltung schrieb eine Neuvergabe der Stände aus. Zahlreiche der bisherigen Betriebe, die zuvor noch für ihre langjährige Tradition ausgezeichnet worden waren, wurden bei diesem Vergabeverfahren nicht mehr berücksichtigt. Während der Johannisnacht wurde dem zuständigen Dezernenten der Stadt eine Liste mit über 3000 Unterschriften überreicht, die für eine Beibehaltung der bisherigen Traditionsbetriebe waren. Eine ähnliche Kontroverse ergab sich in der Stadt Münster 2014 bei der Neuausschreibung der Marktstände.
Nachdem das Verwaltungsgericht auf Antrag einiger abgelehnten Bewerber das Verfahren zur Standvergabe stoppte, musste die Stadt das Vergabeverfahren neu durchführen. Die Marktbeschicker konnten sich dann erneut bis Mitte September bewerben, entsprechende Zusagen für den Weihnachtsmarkt hat die Stadt Mainz bis Mitte Oktober 2014 verschickt, und der Markt eröffnete dann regulär am 27. November 2014.

## Weitere Weihnachtsmärkte in Mainz
Auf dem Bahnhofplatz vor dem Hauptbahnhof findet ebenfalls ein kleiner Weihnachtsmarkt statt, hier stehen hauptsächlich Buden, die Essen und Getränke verkaufen.
In den einzelnen Stadtteilen werden ebenfalls Weihnachtsmärkte veranstaltet.
Den Anfang macht Mombach am Freitag vor dem ersten Advent, einen Tag später folgen die Stadtteile Drais, Finthen, Marienborn und Ebersheim.
Gonsenheim veranstaltet den Markt am Samstag und ersten Adventssonntag. Nur am ersten Advent finden die Märkte in Hartenberg-Münchfeld sowie Laubenheim statt.
Am zweiten Adventswochenende findet der Bretzenheimer Weihnachtsmarkt statt. Den Abschluss bildet der im Stadtteil Hechtsheim am dritten Adventswochenende (Samstag und Sonntag).
Zusätzlich finden am Schillerplatz und Neubrunnenplatz weitere Weihnachtsmärkte in Mainz-Altstadt statt, die allerdings als Sondernutzung und nicht im Rahmen der Marktsatzung genehmigt werden.